# Kotabes
Kotabes is een bestuurslaag in het regentschap Kupang van de provincie Oost-Nusa Tenggara, Indonesië. Kotabes telt 1962 inwoners (volkstelling 2010).